# Nadcelina
Nadcelina (s tujko superkontinent ali nadcelina) je kopna masa, ki vključuje več kot eno celinsko jedro ali kraton. Skupina kratonov in zliti tereni, ki oblikujejo Evrazijo, se danes imenujejo nadcelina.

## Zgodovina
Paleogeografi z izrazom 'nadcelina' označuje eno samo kopno maso, ki jo sestavljajo vse sodobne celine. Najzgodnejša znana celina Rodinija se je razšla pred približno 750 milijoni let. Eden od drobcev je vključeval velike dele celin, ki so danes na južni polobli. Premik celin je drobce Rodinije spet združil, vendar v paleozoiku v drugačni konfiguraciji in ustvaril najbolj znano nadcelino Pangeo. Pangea se je sčasoma razdelila na severni in južni nadcelini, Lavrazijo in Gondvano.
Sodobne študije kažejo, da se nadceline oblikujejo v ciklih tako, da se združijo in nato znova prebijejo skozi tektoniko plošč približno vsakih 250 milijonov let. Nedavno sta John J. Rogers in M. Santosh predlagala obstoj starejše nadceline Kolumbije, ki je nastala in razpadla v obdobju od 1,8 do 1,5 milijarde let (1,8 -1,5 Ga).

## Geologija
Nadceline blokirajo pretok toplote iz notranjosti Zemlje in zato povzročajo pregrevanje astenosfere. Sčasoma se litosfera začne dvigati in streljati, magma, ki se dvigne, pa povzroči, da se drobci širijo. Trenutno se razpravlja o načinu preoblikovanja superkontinentov, ali gibanje celin ponovno združuje celine po potovanju po planetih ali pa se ponovno združijo po ločitvi.
V drugih znanostih, kot je zgodovina in geografija, se kopne mase, povezane s prevleko, štejejo tudi za nadceline ali samo celine, kot je Amerika. Nekateri zgodovinarji kombinirano kopno gmoto Afrika in Evrazija imenujejo nadcelina Afrika-Evrazija, vendar ta v resnici ni geološka nadcelina.

### Delni seznam glavnih nadcelin v preteklosti
- Euroamerika
- Gondvana
- Lavrazija
- Nena

### Delni seznam nadcelin v obratnem kronološkem vrstnem redu
T. i. »stratolitični red« zajema skoraj vse dežele v tistem času.
- Pangea Ultima ali Amaziah (pred ~ 250 – pred ~ 400 milijoni leti)
- Evrazija (današnja nadcelina)
- Pangea (pred ~ 300 – pred ~ 180 milijoni leti)
- Panotija (pred ~ 600 – pred ~ 540 milijoni let)
- Rodinija (pred ~ 1,1 – pred ~ 750 milijoni leti)
- Kolumbija (pred ~ 1,8 – 1,5 Ga)
- Kenorland (pred ~ 2,45 – ~ 2,10 Ga)
- Ur (pred ~ 3 Ga verjetno ni bila nadcelina; je pa najzgodnejša celina doslej. Ur je bil še vedno največja, morda celo edina celina pred tremi milijardami let, zato nekateri trdijo, da je bil Ur nekoč nadcelina, čeprav je bila manjša kot danes Avstralija)